# Cour d'appel des États-Unis pour le premier circuit
La cour d’appel des États-Unis pour le premier circuit (en anglais, United States Court of Appeals for the First Circuit), sise à Boston, est une cour d'appel fédérale américaine, devant laquelle sont interjetés les appels en provenance des cinq cours de district (United States District Court) suivantes :
| États         | Districts              | Nombre de comtés       | Comtés                 |
| ------------- | ---------------------- | ---------------------- | ---------------------- |
| Maine         | Totalité de l'État     | Totalité de l'État     | Totalité de l'État     |
| Massachusetts | Totalité de l'État     | Totalité de l'État     | Totalité de l'État     |
| New Hampshire | Totalité de l'État     | Totalité de l'État     | Totalité de l'État     |
| Rhode Island  | Totalité de l'État     | Totalité de l'État     | Totalité de l'État     |
| Porto Rico    | Totalité du territoire | Totalité du territoire | Totalité du territoire |

Établie le 16 juin 1891, la cour compte six juges et son président (Chief Judge) actuel est Jeffrey R. Howard (en).